# یوشی‌تسونه (مجموعه تلویزیونی تایگا)
یوشیتسونه (به ژاپنی: 義経)؛ نام یک مجموعه تلویزیونی تاریخی و چهل و چهارمین سری از فیلم‌های مجموعه تلویزیونی تایگا است. این مجموعه ۴۹ قسمت دارد و توسط ان‌اچ‌کی در سال ۲۰۰۵ میلادی پخش شده‌است. داستان این مجموعه در مورد میناموتو نو یوشیتسونه (۱۱۵۹ – ۱۱۸۹) یک فرمانده نظامی از خاندان میناموتو است.

## بازیگران

### خاندان میناموتو
- هیده‌آکی تاکیزاوا در نقش میناموتو نو یوشی‌تسونه
  - ریونوسوکه کامیکی در نقش یوشی‌تسونه نوجوان، آکا اوشیواکامارو.
- کی‌ایچی ناکای در نقش میناموتو نو یوریتومو
  - سوسوکه ایکه‌ماتسو در نقش یوریتوموی نوجوان
- کن ماتسودا ایرا در نقش بنکی
- آیا اوئتو در نقش اوتسوبو
- ماسایا کاتو در نقش میناموتو نو یوشیتومو
- ایزومی ایناموری در نقش توکیوا گوزن
- ساتومی ایشی هارا در نقش شیزوکا گوزن
- ایکو کویکه در نقش توموئه گوزن
- نائومی زایزن در نقش هوجو ماساکو
- تتسورو تامبا در نقش میناموتو نو یوریماسا
- تسوباسا ایمای در نقش ناسو نو یوایچی
- آکیرا ناکائو در نقش کاواجیوارا کاگه‌توکی
- یوکی‌یوشی اوزاوا در نقش میناموتو نو یوشیناکا

### خاندان تایرا
- تتسویا واتاری در نقش تایرا نو کیوموری
- کیکو ماتسوزاکا در نقش تایرا نو توکیکو
- هیروشی آبه در نقش تایرا نو توموموری
- نوریکو ناکاگوشی در نقش تایرا نو توکوکو
- ماکی گوتو در نقش یوشیکو

### فوجیوارای شمالی
- تاکاهاشی هیده‌کی در نقش فوجیوارا نو هیده‌هیرا
- Ikkei Watanabe در نقش فوجیوارا نو یاسوهیرا
- Kazushige Nagashima در نقش فوجیوارا نو کونیشیرا

### خاندان امپراتوری
- میکیجیرو هیرا در نقش امپراتور گو شیراکاوا
- ماری ناتسوکی در نقش تانگو نو تسوبونه
- Ichikawa Otora VII در نقش امپراتور آنتوکو
- ماسائو کوساکاری در نقش تایرا نو تومویاسو